# ふたり傘
「ふたり傘」（ふたりがさ）は、2003年5月21日に発売された石原詢子の18枚目のシングル。

## 概要
2人で生きてゆく道を傘になぞらえた楽曲。発売から6か月で10万枚を売り上げるヒットとなった。
カップリングの「ほたるのふる里」はアルバム『日本の祭り』からの先行シングル。歌の舞台は石原の出身地・岐阜県揖斐郡池田町である。石原が故郷への思いを綴った便箋10枚に及ぶ手紙をもとに、作詞家の里村龍一が制作した。手紙の内容は、両親が生きていたらしてあげたかったこと、故郷の情景など。
表題曲「ふたり傘」で同年の『第54回NHK紅白歌合戦』に出場した。

## 収録曲
| #  | タイトル                                                        | 作詞     | 作曲   | 編曲     | 時間 |
| -- | --------------------------------------------------------------- | -------- | ------ | -------- | ---- |
| 1. | 「ふたり傘」                                                    | 里村龍一 | 叶弦大 | 石倉重信 | 4:42 |
| 2. | 「ほたるのふる里 (詩吟『何ごとも』入り)」                       | 里村龍一 | 叶弦大 | 石原重信 | 5:44 |
| 3. | 「ふたり傘」(オリジナル・カラオケ)                              |          |        |          | 4:42 |
| 4. | 「ほたるのふる里 (詩吟『何ごとも』入り)」(オリジナル・カラオケ) |          |        |          | 5:44 |

## 主な収録作品

### ふたり傘
- ベスト『デビュー20周年記念スーパーシングルコレクション 源風』（2007年10月24日／SRCL-6655〜56）
- アルバム『しあわせ演歌・石原詢子です』（2008年6月4日／SRCL-6800）
- DVD『石原詢子 ビデオ全曲集2009』（2008年9月24日／SRBL-1370〜71）
- DVD『デビュー20周年記念 石原詢子リサイタル〜今・感謝を込めて〜』（2009年3月11日／SRBL-1320）
- ベスト『石原詢子 カラオケ付きベスト』（2013年2月6日／MHCL-2223）
- BOX『石原詢子 時代のうた』（2014年11月10日／DYCL-3067〜71）
- ベスト『石原詢子 大全集〜シングルベスト〜』（2015年6月24日／MHCL-2532〜33）
- DVD『石原詢子 ビデオヒットコレクション』（2016年1月6日／MHBL-288）
- DVD『30周年記念リサイタル〜遥かな歌の道〜』（2019年1月16日／MHBL-336）
- ベスト『ベストヒット全曲集』（2023年11月8日／MHCL-3055）

### ほたるのふる里
- アルバム『日本の祭り』（2003年6月18日／【初回限定盤】SRCL-5581〜82【通常盤】SRCL-5583）
- ベスト『石原詢子 最新ヒット全曲集'06』（2005年11月9日／SRCL-6070）
- ベスト『秘蔵名曲全集〜カップリングコレクション〜』（2016年6月29日／MHCL-2606）
- アルバム『詢風〜吟詠の世界〜』（2018年9月5日／MHCL-2767）
- ベスト『ザ・ベスト』（2024年11月6日／MHCL-3113）

### 両曲
- ベスト『石原詢子 全曲集』（2003年11月19日／SRCL-5635）
- DVD『デビュー15周年記念 石原詢子リサイタル"花咲きそめし・祭りうた"ライブ』（2004年2月18日／SRBL-1216）
- ベスト『石原詢子 ベスト・セレクション』（2012年10月31日／MHCL-2160）
- ベスト『【デビュー25周年スペシャル・ベスト】石原詢子 全曲集2014』（2013年11月6日／MHCL-2360〜61）